# ميلفين تان
ميلفين تان (بالإنجليزية: Melvyn Tan)‏ هو عازف بيانو بريطاني، ولد في 13 أكتوبر 1956 في سنغافورة.

## وصلات خارجية
- ميلفين تان على موقع ميوزك برينز (الإنجليزية)
- ميلفين تان على موقع أول ميوزيك (الإنجليزية)
- ميلفين تان على موقع ديسكوغز (الإنجليزية)